# Sídliště Tesla
Sídliště Tesla je soubor obytných domů ve východní části města Pardubice mezi sídlištěm Drážka a ulicí Dašická. Neoficiální název je také „Kamenec“.
Nachází se v Městském obvodu Pardubice I, v části obce Bílé Předměstí.

## Historie
Území tvořily zemědělské pozemky mezi ul. Na Okrouhlíku a tehdejší hostincem a továrnou Kraus na železné konstrukce po jižní straně Dašické. Po roce 1948 byla továrna znárodněna a po roce 1970 zbourána, na místě hostince stojí kuchyň a jídelna gymnázia, na místě továrny byla roku 2011 otevřena sportovní hala gymnázia Dašická.

## Výstavba sídliště
Výstavba sídliště započala 15. 3. 1948 a skončila 14. 11. 1952. Plocha sídliště má rozloha cca 10 ha a je složeno z 647 bytů, ve kterých žije 2135 obyvatel. Zástavba se prolíná se staršími rodinnými domky a tvoří s nimi sourodý celek. Občanské vybavení tvořila mateřská školka, jesle a prodejny v přízemí obytných budov. Vedoucím projektantem byl K. Kalvoda a na projekčních pracích se podílel Karel Řepa, L. Charvát a O. Hájek.
Druhé tzv. teslácké sídliště vyrostlo po roce 1970 na Dašické ulice za závorami a skládá se z družstevních rodinných dvoupatrových dvojdomků a šestidomků, které vyplnily drobné zemědělské pozemky na konci Slovan, zčásti na katastru Studánky až k lesu.

## Galerie

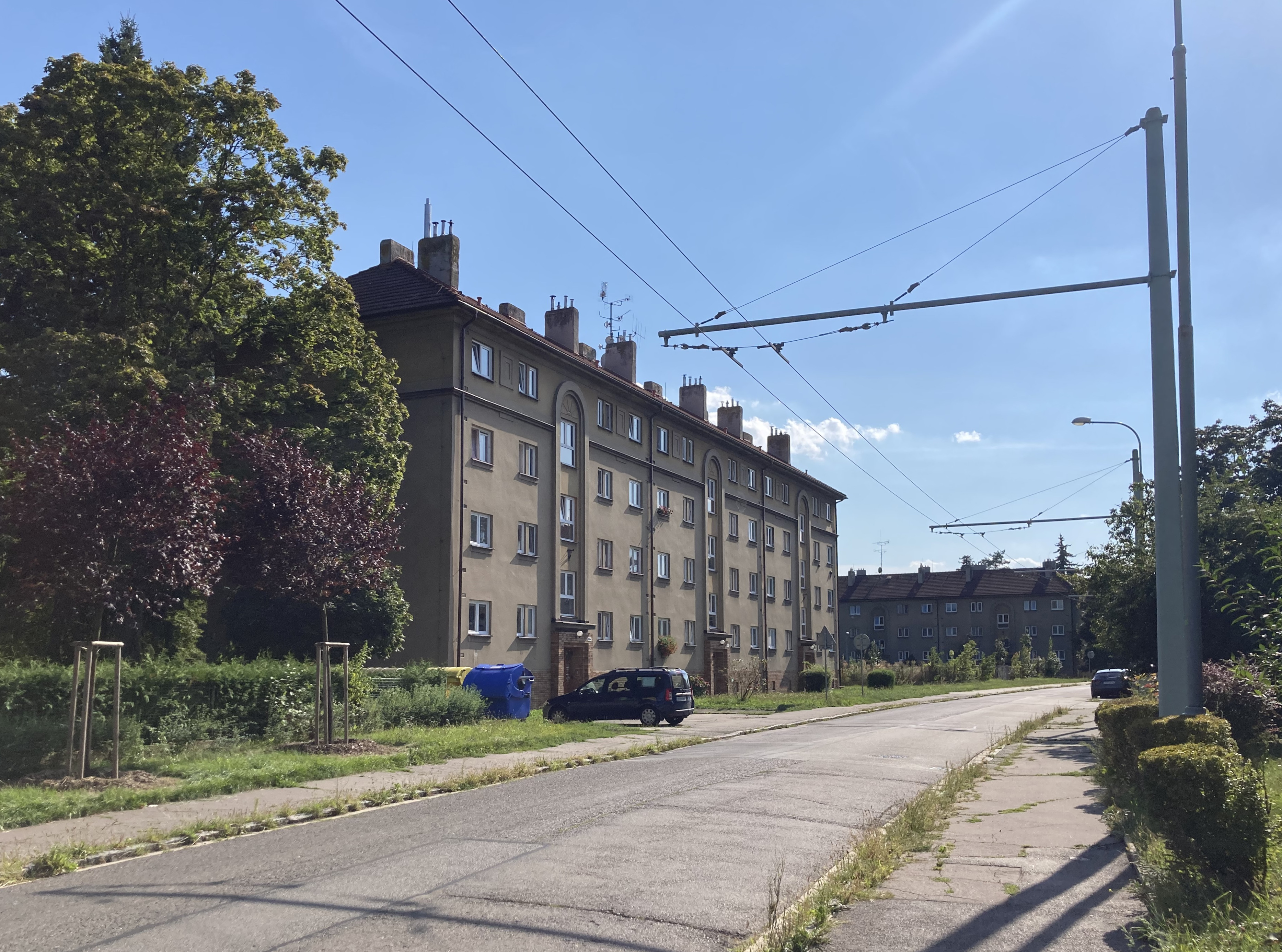
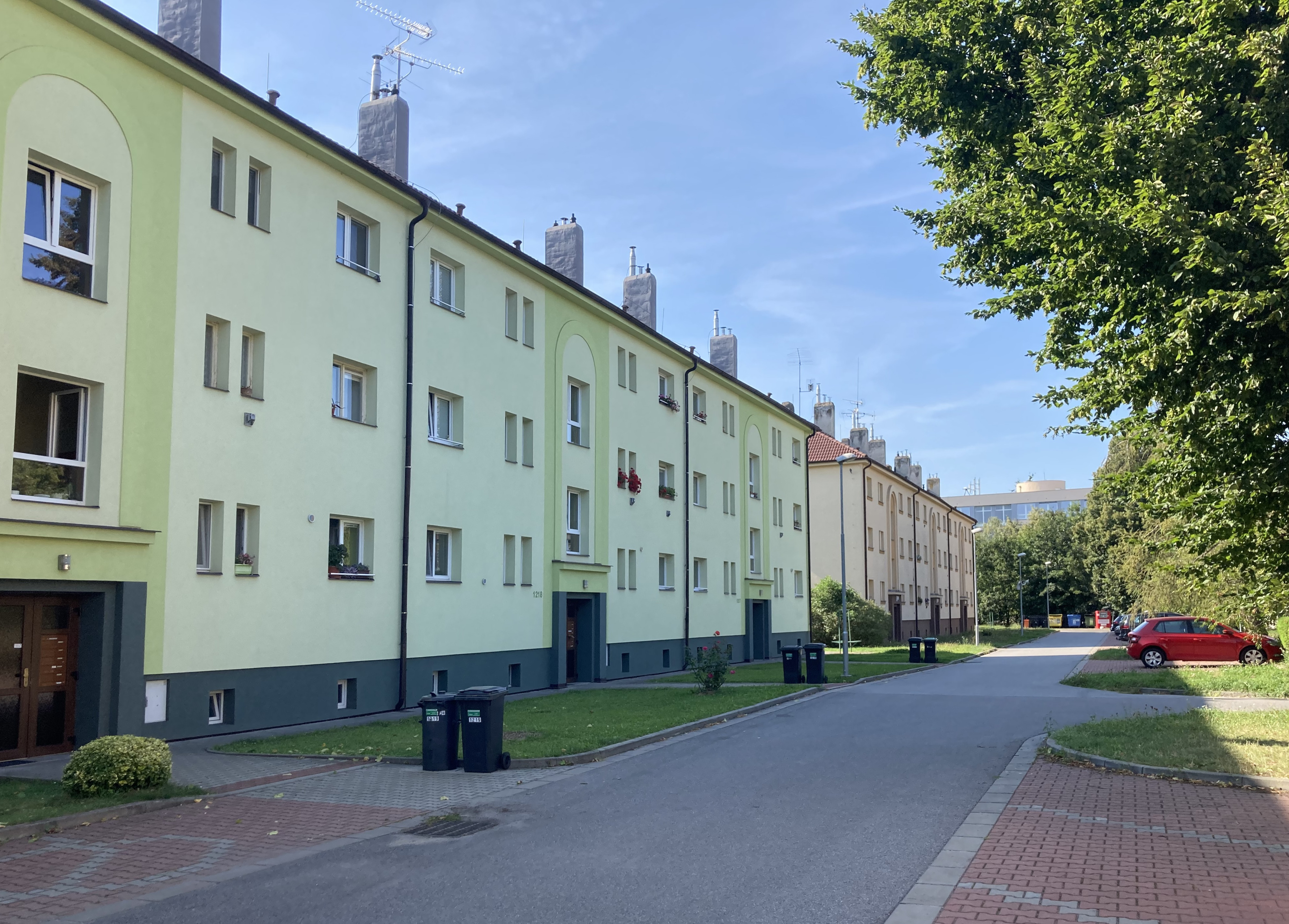
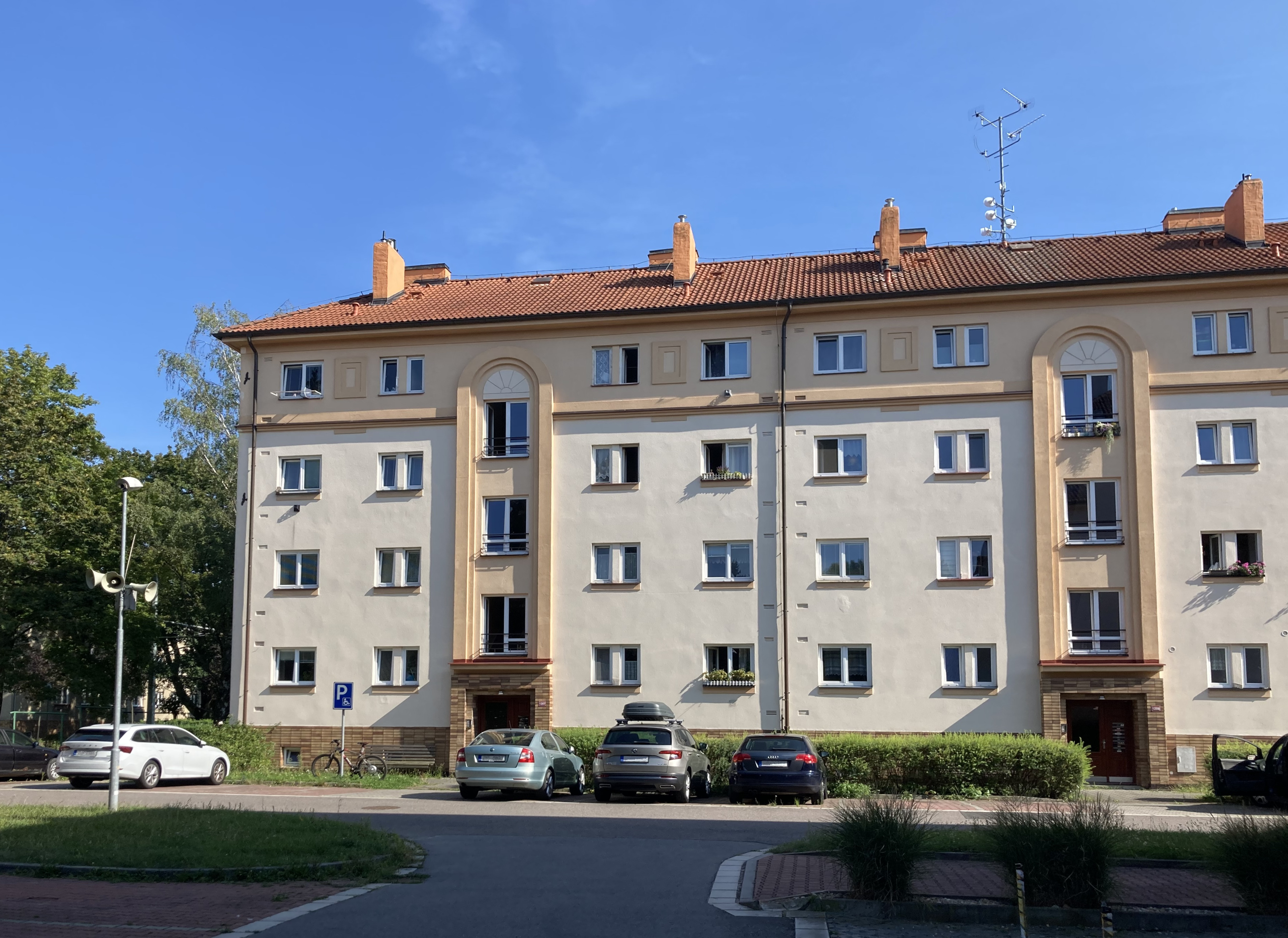